# シティ・オブ・ニューオーリンズ
シティ・オブ・ニューオーリンズ（City of New Orleans）はアメリカ合衆国のイリノイ・セントラル鉄道が、イリノイ州シカゴとルイジアナ州ニューオーリンズを結んで運行した昼行の旅客列車で、現在もアムトラックにより運行されている夜行長距離列車である。

## 概要
シティ・オブ・ニューオーリンズは、シカゴとニューオーリンズを結び、列車番号は1.2が与えられた。同区間を運行した夜行列車として全車寝台車 "all-Pullman"のパナマ・リミテッドがあった。南部のニューオーリンズからシカゴに至る、この路線の列車はニューオーリンズが中米からの玄関口であり、20世紀前半、黒人の主たる移動手段でもあった。
1971年の全米鉄道旅客輸送公社アムトラックの発足により、シティ・オブ・ニューオーリンズの運行は同社に運行が引き継がれ、現在は週3往復運行されている。

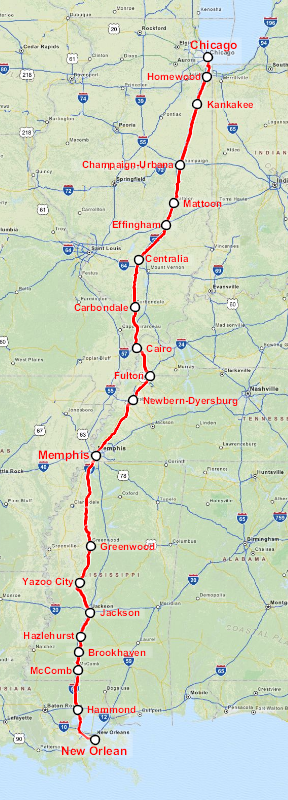
ルート

## 歴史

### 年表
- 1947年 - シティ・オブ・ニューオーリンズ運行開始。
- 1971年5月 - アムトラックの発足により、同社に運行が引き継がれる。
- 同年7月10日 - イリノイ州セイレムでニューオーリンズ行が脱線事故を起こす。機関車4両と客車15両全てが脱線、11人が死亡した。
- 同年11月14日 - 始発駅と終着駅で、ともに連絡列車が存在しないため、昼行列車から夜行列車に変更し、名称も以前の同区間の夜行列車であったパナマ・リミテッドに変更された。
- 1981年2月　- 夜行列車のまま、列車名をシティ・オブ・ニューオーリンズに戻す。
- 1994年3月3日 - 平屋の車両に代わって、スーパーライナーが投入され、食堂営業もアムフリートの軽食堂車から本格的メニューに戻った。
- 1999年3月15日 - イリノイ州バーボネイの踏切でニューオーリンズ行がセミトレーラーと衝突して機関車2両と客車14両中11両が脱線、11人が死亡した。
- 2005年8月下旬 - ハリケーン・カトリーナの接近とその被害により、メンフィス～ニュー・オーリンズ間の運転を休止する。10月8日に全区間の運転を再開する。
- 2019年10月1日 - 食堂営業が簡易化され、供食サービスはラウンジカーで行われる。

2020年現在は週3往復運行されている。

### 1948年9月10日の編成
ニューオーリンズ発シカゴ行き・メンフィス到着時の編成である。
| 使用車両 | 車両愛称・形式      | 車種                                   |
| -------- | ------------------- | -------------------------------------- |
| IC4007   | E7Aディーゼル機関車 | ディーゼル機関車                       |
| IC4101   | E7Bディーゼル機関車 | ディーゼル機関車                       |
| IC4011   | E7Aディーゼル機関車 | ディーゼル機関車                       |
| IC403    |                     | メール・エクスプレス（郵便・荷物車）   |
| IC1903   |                     | バゲージ・ドミトリー（荷物・乗務員車） |
| IC2615   | DAUPHIN             | コーチ（座席）                         |
| IC2613   | CLAIBORNE           | コーチ                                 |
| IC4201   | DE SOTO             | ランチカウンター・ラウンジ             |
| IC2620   | MAUREPAS            | コーチ                                 |
| IC2625   | PONCHATOULA         | コーチ                                 |
| IC2626   | POYDRAS             | コーチ                                 |
| IC2622   | TANGIPAHOA          | コーチ                                 |
| IC4106   | JACKSON SQUARE      | ダイニング                             |
| IC2627   | PLAQUEMINE          | コーチ                                 |
| IC2614   | BARONNE             | コーチ                                 |
| IC2617   | FELICIANA           | コーチ                                 |
| IC2612   | CARONDELET          | コーチ                                 |
| IC3305   | MARDI GRAS          | テーブン・ラウンジ・オブザベーション   |